# Командный чемпионат Европы по шахматам 1977
Финал шестого командного чемпионата Европы по шахматам проходил 3 по 24 апреля 1977 года в Москве. 21 команда. Порядок проведения: 5 полуфиналов (2-й, 3-й и 4-й полуфиналы проводились в 1 круг, 1-й и 5-й — в 2) и финал; в финал допускались команды, занявшие в полуфинале 1-е место, из 2-го и 3-го полуфинала — 1—2-е места.
Команда СССР — победитель 5-го чемпионата допущена в финал без отборочных соревнований. В финале советские шахматисты выиграли все матчи и завоевали звание чемпиона Европы — 41½ очко. 2-е место заняла команда Венгрии — 31 очко, 3-е — Югославии — 30.

## Полуфиналы

### 1-я группа
- Англия — 33½ очка, Нидерланды — 31, Уэльс — 18, Франция — 13½

### 2-я группа
- Венгрия — 21½, Румыния — 20, Швейцария — 16½, Дания — 13½, Бельгия — 8½

### 3-я группа
- Югославия — 17, Болгария — 14½, Албания — 8½, Австрия — 8

### 4-я группа
- ЧССР — 18½, Польша — 15½, Швеция — 14

### 5-я группа
- ФРГ — 37½, Израиль — 28½, Испания — 17½, Греция — 12½

## Финал
| № | Команда      | 1  | 2  | 3  | 4  | 5  | 6  | 7  | 8  |  | + | − | = | Очки |
| - | ------------ | -- | -- | -- | -- | -- | -- | -- | -- |  | - | - | - | ---- |
| 1 | СССР         |    | 6  | 6  | 5½ | 6  | 5½ | 6½ | 6  |  | 7 | 0 | 0 | 41½  |
| 2 | Венгрия      | 2  |    | 3½ | 5½ | 4  | 4½ | 5½ | 6  |  | 4 | 2 | 1 | 31   |
| 3 | Югославия    | 2  | 4½ |    | 5½ | 4½ | 5  | 3½ | 5  |  | 5 | 0 | 2 | 30   |
| 4 | Румыния      | 2½ | 2½ | 2½ |    | 5½ | 5½ | 5  | 5½ |  | 4 | 0 | 3 | 29   |
| 5 | Болгария     | 2  | 4  | 3½ | 2½ |    | 5½ | 4½ | 3  |  | 2 | 4 | 1 | 25   |
| 6 | ФРГ          | 2½ | 3½ | 3  | 2½ | 2½ |    | 6  | 5  |  | 2 | 5 | 0 | 25   |
| 7 | Чехословакия | 1½ | 2½ | 4½ | 3  | 3½ | 2  |    | 4½ |  | 2 | 5 | 0 | 21½  |
| 8 | Англия       | 2  | 2  | 3  | 2½ | 5  | 3  | 3½ |    |  | 1 | 6 | 0 | 21   |

## Составы команд-призёров
| СССР - А. Карпов (+5 −0 =0) - Т. Петросян (+1 −0 =5) - Л. Полугаевский (+3 −0 =1) - М. Таль (+3 −0 =3) - Ю. Балашов (+3 −1 =2) - Е. Геллер (+2 −0 =5) - О. Романишин (+2 −1 =3) - В. Цешковский (+4 −0 =1) - И. Дорфман (+3 −0 =3) - Е. Свешников (+3 −0 =2) | Венгрия - Л. Портиш (+3 −1 =3) - 3. Рибли (+2 −0 =5) - Д. Сакс (+1 −2 =3) - И. Чом (+2 −2 =3) - А. Адорьян (+1 −1 =5) - И. Фараго (+2 −2 =2) - Л. Вадас (+1 −0 =5) - Л. Барцаи (+1 −1 =4) - П. Лукач (+2 −0 =1) - Л. Хазаи (+0 −0 =1) | Югославия - Л. Любоевич (+1 −3 =3) - С. Глигорич (+1 −1 =5) - А. Матанович (+1 −1 =4) - Д. Велимирович (+3 −1 =3) - Б. Парма (+1 −0 =5) - Б. Ивков (+1 −0 =6) - Э. Букич (+2 −1 =3) - К. Хулак (+2 −2 =1) - М. Кнежевич (+1 −0 =3) - С. Марангунич (+0 −0 =1) |

## Лучшие результаты по доскам и среди запасных участников
- 1-я — А. Карпов 5 очков из 5;
- 2-я — 3. Рибли — 4½ из 7;
- 3-я — Л. Полугаевский — 3½ из 4;
- 4-я — М. Таль — 4½ из 6;
- 5-я — Ю. Балашов и Л. Пахман — по 4 из 6;
- 6-я — Е. Геллер — 4½ из 7;
- 7-я — Э. Букич, Л. Вадас и О. Романишин — по 3½ из 6;
- 8-я — В. Цешковский — 4½ из 5;
- 9-я — И. Дорфман — 4½ из 6;
- 10-я — Е. Свешников — 4 из 5.